# Krottendorf, Labot
Krottendorf je naselje v Občini Labot v Okraju Volšperk na Koroškem v Avstriji.